# Fürst Bismarck (Schiff, 1905)
Die zweite Fürst Bismarck der Hamburg-Amerikanische Packetfahrt-Actien-Gesellschaft (HAPAG) war ein Passagierschiff von 8332 BRT für bis zu 1000 Passagieren das von Fairfield Shipbuilding in Glasgow 1905 geliefert wurde. Das ursprünglich als Wettin auf Kiel gelegte Schiff wurde 1914 in Friedrichsruh umgetauft, da die Hapag nunmehr die dritte Bismarck in Dienst stellen wollte. Bei Kriegsende ausgeliefert blieb die Friedrichsruh unter dem neuen Namen Amboise noch einige Jahre in französischen Diensten.

## Einsatz
Die Fürst Bismarck (II), deren Kiellegung als Wettin erfolgte, lief am 22. März 1905 bei Fairfield Shipbuilders in Govan von Stapel und begann am 19. August 1905 ihre Jungfernfahrt von Hamburg nach New York mit Stops in Dover und Boulogne. Am 21. Oktober lief sie dann auch erstmals von New York ins Mittelmeer.
Am 10. Januar 1906 trat sie ihre erste Reise auf ihrer künftigen Stammlinie von Hamburg über Kuba nach Mexiko an. Ab März wurde sie vom Schwesterschiff Kronprinzessin Cecilie unterstützt. Während diese häufig zu Kreuzfahrten abgezogen, wurde kam die Fürst Bismarck erst Anfang 1914 mit zwei Boston-Fahrten auf einer anderen Linie zum Einsatz, obwohl die Auslastung zu wünschen übrig ließ.
Am 7. Juni 1914 traf die Fürst Bismarck unerwartet in New Orleans ein, um Fracht aufzunehmen. Da sie auf dem Weg nach Mexiko war, keine Passagiere an Bord hatte und in einem Hafenbereich drei Tage lang 3000 t lud, in dem man auch Munition und Militärartikel vermutete, entstanden Gerüchte, sie würde Munition transportieren. Die Amerikaner befürchteten ein erneutes Aufleben der mexikanischen Revolution, der sie durch Besetzung der Hafenstadt Veracruz im April 1914 den Nachschub entzogen hatten. Als das Schiff den Hafen verließ, hatte der Kapitän den Gerüchten über Waffentransporte widersprochen. Durch den sogenannten „Ypiranga incident“ war bekannt, dass die Deutschen militärischen Nachschub nach Mexiko lieferten.
Für den Herbst 1914 war eine erhebliche Veränderung für das inzwischen in Friedrichsruh umbenannte Schiff geplant. Es sollte auf der beabsichtigten Passagierlinie der HAPAG nach Ostasien zum Einsatz kommen. Dieser Dienst sollte darüber hinaus zum Beginn mit den von der Hamburg-Süd am 10. August 1914 angekauften Dampfern Cap Blanco (7523 BRT, Baujahr 1903) und Cap Ortegal (7819 BRT, Baujahr 1903) unter den neuen Namen Prinz Hubertus und Prinz Wilhelm betrieben werden. Der Krieg verhinderte diese Pläne.

## Kriegseinsatz
Die Friedrichsruh war im August 1914 in der Heimat und wurde in Hamburg aufgelegt. Vom 13. September bis 3. November 1917 diente sie befehligt von Kapitän Rantzau als Truppentransporter beim Oesel-Unternehmen in der Ostsee.

## Unter französischer Flagge
Am 29. März 1919 wurde die Friedrichsruh von Hamburg nach Southend-on-Sea überführt und am 2. April 1919 erfolgte dann die Auslieferung an Großbritannien in den alliierten Schiffspool. Sie wurde von der Orient Line bereedert.
Im November 1921 kam das Schiff unter französische Flagge und als Amboise in den Dienst der Messageries Maritimes. Als Passagierschiff für 124 Passagiere I.Klasse, 124 der II. und 74 der III.Klasse fuhr die Amboise bis 1932 vor allem auf der Linie Marseille-Saïgon-Hải Phòng und gelegentlich auch auf der Linie über Ostafrika nach Mauritius im Indischen Ozean. Ein Umbau auf Ölfeuerung erfolgte nicht mehr. 1935 wurde sie dann in Italien abgebrochen.

## SchwesterschiffKronprinzessin Cecilie
Das Schwesterschiff wurde auf der Germaniawerft als Wittelsbach in Bau gegeben und lief am 14. Oktober 1905 als Kronprinzessin Cecilie (8699 BRT) von Stapel.
Am 20. Februar 1906 abgeliefert, trat sie am 14. März von Hamburg ihre Jungfernreise über Kuba nach Mexiko an. Auf dieser Route verblieb sie auch bis auf einige Kreuzfahrten bis 1910. Mit dem Schwesterschiff Fürst Bismarck waren sie die größten Schiffe im Mittelamerika-Dienst. An Bord fanden 326 Passagiere 1. Klasse, 33 2. Klasse und 914 Zwischendeckspassagiere Platz. Sie wurde ab 1907 als Ersatz für die verunglückte Prinzessin Victoria Luise (4409 BRT, Baujahr 1900) anfangs nur im Bereich der Karibik auf Kreuzfahrten eingesetzt, 1908 aber auch schon nach Spitzbergen.
Am 4. August 1914 kam das Schiff von New York in Falmouth (Cornwall) an und wurde auf Grund der britischen Kriegserklärung an Deutschland beschlagnahmt. 1915 erklärte ein britisches Prisengericht die Beschlagnahme für rechtens. Die Kronprinzessin Cecilie kam dann als Schlachtschiffsattrappe Princess in den Dienst der Royal Navy. Von Januar 1916 bis September 1917 war sie als Hilfskreuzer im Einsatz.
1919 wurde das Schiff an den Shipping Controller übergeben und als Princess von Ellerman Bucknall bereedert, bis 1923?/1926 der Abbruch in Deutschland erfolgte.